# Lista statków typu Liberty według numeru kadłuba (1–150)
Ta strona przedstawia listę statków typu Liberty posortowaną według numeru kadłuba nadanego przez Komisję Morską (ang. Maritime Commission).
| Numer MC | Nazwa jednostki              | Patron                           | Typ jednostki | Położenie stępki     | Wodowanie            | Los |
| -------- | ---------------------------- | -------------------------------- | ------------- | -------------------- | -------------------- | --- |
| 1        | SS "J. L. M. Curry"          | J. L. M. Curry                   | standardowy   | 28 lipca 1941        | 31 stycznia 1942     | przełamał się na Północnym Atlantyku i zatonął w 1943                                                                       |
| 2        | SS "John Marshall"           | John Marshall                    | standardowy   | 18 sierpnia 1941     | 21 lutego 1942       | YAG 1955, złomowany w 1971                                                                                                  |
| 3        | SS "Henry Clay"              | Henry Clay                       | standardowy   | 1 października 1941  | 23 kwietnia 1942     | złomowany w 1967 |
| 4        | SS "Arthur Middleton"        | Arthur Middleton                 | standardowy   | 20 października 1941 | 3 maja 1942          | storpedowany i zatopiony w pobliżu Algierii, 1943                                                                           |
| 5        | SS "Alexander H. Stephens"   | Alexander H. Stephens            | standardowy   | 31 stycznia 1942     | 22 maja 1942         | złomowany w 1973 |
| 6        | SS "Thomas Heyward"          | Thomas Heyward                   | standardowy   | 21 lutego 1942       | 31 maja 1942         | Zatopiony jako sztuczna rafa w pobliżu Destin (Floryda), 1977                                                               |
| 7        | SS "Judah P. Benjamin"       | Judah P. Benjamin                | standardowy   | 25 kwietnia 1942     | 1 lipca 1942         | złomowany w 1961 |
| 8        | SS "Jefferson Davis"         | Jefferson Davis                  | standardowy   | 5 maja 1942          | 12 lipca 1942        | złomowany w 1961 |
| 9        | SS "Thomas Lynch"            | Thomas Lynch                     | standardowy   | 22 maja 1942         | 2 sierpnia 1942      | złomowany w 1965 |
| 10       | SS "Joel Chandler Harris"    | Joel Chandler Harris             | standardowy   | 31 maja 1942         | 12 sierpnia 1942     | sprzedany w prywatne ręce w 1949, złomowany w 1968                                                                          |
| 11       | SS "Nathaniel Bacon"         | Nathaniel Bacon                  | standardowy   | 1 lipca 1942         | 3 września 1942      | ciężko uszkodzony w 1942, naprawiony, zadeklarowany jako zniszczony w 1946, uratowany, przerobiony w 1951, złomowany w 1963 |
| 12       | SS "Israel Putman"           | Israel Putman                    | standardowy   | 12 lipca 1942        | 13 września 1942     | złomowany w 1965 |
| 13       | SS "Joseph Wheeler"          | Joseph Wheeler                   | standardowy   | 2 sierpnia 1942      | 11 października 1942 | zbombardowany w Bari, 1943, złomowany                                                                                       |
| 14       | SS "Patrick Henry"           | Patrick Henry                    | standardowy   | 30 kwietnia 1941     | 27 września 1941     | złomowany w 1958 |
| 15       | SS "Charles Carroll"         | Charles Carroll                  | standardowy   |                      |                      | złomowany w 1971 |
| 16       | SS "Francis Scott Key"       | Francis Scott Key                | standardowy   | 21 czerwca 1941      | 15 listopada 1941    | złomowany w 1967 |
| 17       | SS "Roger B. Taney"          | Roger B. Taney                   | standardowy   | 21 czerwca 1941      | 6 grudnia 1941       | storpedowany przez U-160 i zatopiony na południowym Atlantyku w 1943                                                        |
| 18       | SS "Richard Henry Lee"       | Richard Henry Lee                | standardowy   | 15 lipca 1941        | 6 grudnia 1941       | złomowany w 1965 |
| 19       | SS "John Randolph"           | John Randolph                    | standardowy   | 15 lipca 1941        | 30 grudnia 1941      | wpadł na minę w Cieśninie Duńskiej w 1942, uratowany i przerobiony na hulk, złomowany w 1952                                |
| 20       | TS "American Mariner"        |                                  | standardowy   | 15 sierpnia 1941     | 30 grudnia 1941      | Przekazany USCG jako "American Mariner", przekazany USN w 1961 jako AGM-12, zatopiony jako cel 1966                         |
| 21       | SS "Christopher Newport"     | Christopher Newport              | standardowy   | 25 sierpnia 1941     | 15 lutego 1942       | trafiony torpedą lotniczą i zniszczony na Morzu Barentsa w 1942                                                             |
| 22       | SS "Carter Braxton"          | Carter Braxton                   | standardowy   | 3 września 1941      | 24 stycznia 1942     | sprzedany w prywatne ręce w 1947, złomowany w 1968                                                                          |
| 23       | SS "Samuel Chase"            | Samuel Chase                     | standardowy   | 12 września 1941     | 22 lutego 1942       | złomowany w 1967 |
| 24       | SS "George Wythe"            | George Wythe                     | standardowy   | 22 września 1941     | 28 marca 1942        | złomowany w 1970 |
| 25       | SS "Benjamin Harrison"       | Benjamin Harrison                | standardowy   | 27 września 1941     | 24 stycznia 1942     | storpedowany przez U-172 i zatopiony na północnym Atlantyku w 1943                                                          |
| 26       | SS "Francis L. Lee"          | Francis L. Lee                   | standardowy   | 13 października 1941 | 14 marca 1942        | złomowany w 1965 |
| 27       | SS "Thomas Stone"            | Thomas Stone                     | standardowy   | 20 października 1941 | 12 kwietnia 1942     | złomowany w 1972 |
| 28       | SS "Richard Bland"           | Richard Bland                    | standardowy   | 29 października 1941 | 28 lutego 1942       | storpedowany i zatopiony w Arktyce w 1942                                                                                   |
| 29       | SS "George Calvert"          | George Calvert                   | standardowy   | 19 listopada 1941    | 14 marca 1942        | trafiony torpedą lotniczą i zatopiony w pobliżu Kuby w 1944 lub przez U-753 w 1942                                          |
| 30       | SS "Thomas Nelson"           | Thomas Nelson                    | standardowy   | 10 grudnia 1941      | 4 kwietnia 1942      | trafiony przez kamikaze w pobliżu Leyte w 1944, naprawiony, przerobiony na napęd dieslowski w 1956, złomowany w 1981        |
| 31       | SS "John Witherspoon"        | John Witherspoon                 | standardowy   | 10 grudnia 1941      | 4 marca 1942         | storpedowany przez U-255 i zatopiony na Morzu Karskim w 1942                                                                |
| 32       | SS "Robert Treat Paine"      | Robert Treat Paine               | standardowy   | 6 stycznia 1942      | 28 marca 1942        | sprzedany w prywatne ręce w 1947, zniszczony i złomowany w 1964                                                             |
| 33       | SS "St. Olaf"                | St. Olaf                         | standardowy   | 6 stycznia 1942      | 12 kwietnia 1942     | przekazany US Army jako "Jasmine" (AH), złomowany w 1963                                                                    |
| 34       | SS "Esek Hopkins"            | Esek Hopkins                     | standardowy   | 28 stycznia 1942     | 27 kwietnia 1942     | złomowany w 1967 |
| 35       | SS "Peter Minuit"            | Peter Minuit                     | standardowy   | 28 stycznia 1942     | 23 kwietnia 1942     | złomowany w 1963 |
| 36       | SS "Alexander Macomb"        | Alexander Macomb                 | standardowy   | 18 lutego 1942       | 6 maja 1942          | storpedowany i zatopiony na północnym Atlantyku 1943                                                                        |
| 37       | SS "Henry St G. Tucker"      | Henry St. G. Tucker              | standardowy   | 25 lutego 1942       | 14 maja 1942         | złomowany w 1966 |
| 38       | SS "Eleazar Wheelock"        | Eleazar Wheelock                 | standardowy   | 4 marca 1942         | 11 maja 1942         | złomowany w 1964 |
| 39       | SS "Thomas Ruffin"           | Thomas Ruffin                    | standardowy   | 9 marca 1942         | 18 maja 1942         | storpedowany w Zatoce Meksykańskiej w 1943, złomowany w 1946                                                                |
| 40       | SS "William Johnson"         | William Johnson                  | standardowy   | 18 marca 1942        | 22 maja 1942         | złomowany w 1962 |
| 41       | SS "Richard Bassett"         | Richard Bassett                  | standardowy   | 18 marca 1942        | 22 maja 1942         | sprzedany w prywatne ręce w 1947, złomowany w 1962                                                                          |
| 42       | SS "Oliver Ellsworth"        | Oliver Ellsworth                 | standardowy   | 31 marca 1942        | 4 czerwca 1942       | storpedowany przez U-408 i zatopiony na Morzu Grenlandzkim w 1942                                                           |
| 43       | SS "Theodore Foster"         | Theodore Foster                  | standardowy   | 31 marca 1942        | 14 czerwca 1942      | złomowany w 1970 |
| 44       | SS "James Gunn"              | James Gunn                       | standardowy   | 6 kwietnia 1942      | 8 czerwca 1942       | złomowany w 1970 |
| 45       | SS "John Henry"              | John Henry                       | standardowy   | 14 kwietnia 1942     | 18 czerwca 1942      | złomowany w 1972 |
| 46       | SS "Samuel Johnston"         | Samuel Johnston                  | standardowy   | 14 kwietnia 1942     | 14 czerwca 1942      | złomowany w 1968 |
| 47       | SS "William Maclay"          | William Maclay                   | standardowy   | 25 kwietnia 1942     | 22 czerwca 1942      | złomowany w 1967 |
| 48       | SS "William Patterson"       | William Patterson                | standardowy   | 29 kwietnia 1942     | 26 czerwca 1942      | złomowany w 1971 |
| 49       | SS "Luther Martin"           | Luther Martin                    | standardowy   | 8 maja 1942          | 4 lipca 1942         | złomowany w 1971 |
| 50       | SS "William Wirt"            | William Wirt                     | standardowy   | 13 maja 1942         | 4 lipca 1942         | zbombardowany w pobliżu Algierii w 1943, naprawiony, złomowany w 1966                                                       |
| 51       | SS "Reverdy Johnson"         | Reverdy Johnson                  | standardowy   | 15 maja 1942         | 10 lipca 1942        | złomowany w 1967 |
| 52       | SS "John H. B. Latrobe"      | John H. B. Latrobe               | standardowy   | 19 maja 1942         | 13 lipca 1942        | złomowany w 1969 |
| 53       | SS "Richard H. Alvey"        | Richard H. Alvey                 | standardowy   | 24 maja 1942         | 15 lipca 1942        | złomowany w 1961 |
| 54       | SS "John P. Poe"             | John P. Poe                      | standardowy   | 24 maja 1942         | 25 lipca 1942        | złomowany w 1972 |
| 55       | SS "Bernard Carter"          | Bernard Carter                   | standardowy   | 6 czerwca 1942       | 29 lipca 1942        | złomowany w 1960 |
| 56       | SS "John Carter Rose"        | John Carter Rose                 | standardowy   | 10 czerwca 1942      | 31 lipca 1942        | storpedowany przez U-201 i zatopiony w pobliżu Trynidadu w 1942                                                             |
| 57       | SS "Andrew Hamilton"         | Andrew Hamilton                  | standardowy   | 15 czerwca 1942      | 6 sierpnia 1942      | złomowany w 1962 |
| 58       | SS "Benjamin Chew"           | Benjamin Chew                    | standardowy   | 15 czerwca 1942      | 10 sierpnia 1942     | złomowany w 1973 |
| 59       | SS "William Tilghman"        | William Tilghman                 | standardowy   | 20 czerwca 1942      | 7 sierpnia 1942      | złomowany w 1970 |
| 60       | SS "Jared Ingersoll"         | Jared Ingersoll                  | standardowy   | 24 czerwca 1942      | 15 sierpnia 1942     | trafiony torpedą lotniczą i wyrzucony na brzeg w pobliżu Algieru w 1944, naprawiony, złomowany w 1964                       |
| 61       | SS "William Rawle"           | William Brooke Rawle             | standardowy   | 28 czerwca 1942      | 19 sierpnia 1942     | wszedł na minę w pobliżu Flushing w 1945, podniesiony, złomowany w 1948                                                     |
| 62       | SS "Horace Binney"           | Horace Binney                    | standardowy   | 5 lipca 1942         | 25 sierpnia 1942     | sprzedany w prywatne ręce w 1947, zniszczony i złomowany w 1958                                                             |
| 63       | SS "John Sergeant"           | John Sergeant                    | standardowy   | 6 lipca 1942         | 21 sierpnia 1942     | złomowany w 1972 |
| 64       | SS "John C. Fremont"         | John C. Frémont                  | standardowy   | 24 maja 1941         | 27 września 1941     | wszedł na minę w Zatoce Manilskiej w 1945, złomowany                                                                        |
| 65       | SS "Thomas Paine"            | Thomas Paine                     | standardowy   | 24 maja 1941         | 26 października 1941 | złomowany w 1960 |
| 66       | SS "Benjamin Franklin"       | Benjamin Franklin                | standardowy   | 21 czerwca 1941      | 16 listopada 1941    | złomowany w 1958 |
| 67       | SS "John Paul Jones"         | John Paul Jones                  | standardowy   | 27 czerwca 1941      | 3 grudnia 1941       | złomowany w 1970 |
| 68       | SS "Paul Revere"             | Paul Revere                      | standardowy   | 10 lipca 1941        | 21 grudnia 1941      | złomowany w 1965 |
| 69       | SS "Daniel Boone"            | Daniel Boone                     | standardowy   | 17 lipca 1941        | 14 stycznia 1942     | przekazany USN jako "Ara" (AK-136), złomowany w 1972                                                                        |
| 70       | SS "Robert Morris"           | Robert Morris                    | standardowy   | 23 lipca 1941        | 28 stycznia 1942     | złomowany w 1972 |
| 71       | SS "Samuel Adams"            | Samuel Adams                     | standardowy   | 31 lipca 1941        | 31 stycznia 1942     | złomowany w 1966 |
| 72       | SS "Nathan Hale"             | Nathan Hale                      | standardowy   | 29 września 1941     | 4 lutego 1942        | wszedł na minę w pobliżu Gorgona 1946 i złomowany                                                                           |
| 73       | SS "Zebulon Pike"            | Zebulon Pike                     | standardowy   | 27 października 1941 | 24 lutego 1942       | złomowany w 1961 |
| 74       | SS "Henry Knox"              | Henry Knox                       | standardowy   | 17 listopada 1941    | 6 marca 1942         | storpedowany i zatopiony w pobliżu Malediwów w 1943                                                                         |
| 75       | SS "Abraham Clark"           | Abraham Clark                    | standardowy   | 3 grudnia 1941       | 2 kwietnia 1942      | sprzedany w prywatne ręce w 1947, zniszczony w pobliżu Grays Harbor 1959 i złomowany                                        |
| 76       | SS "William Floyd"           | William Floyd                    | standardowy   | 22 grudnia 1941      | 8 kwietnia 1942      | złomowany w 1971 |
| 77       | SS "John Langdon"            | John Langdon                     | standardowy   | 14 stycznia 1942     | 14 kwietnia 1942     | przekazany ZSRR w 1944 jako "Tbilisi" ("Тбилиси"), złomowany w 1977                                                         |
| 78       | SS "Caleb Strong"            | Caleb Strong                     | standardowy   | 28 stycznia 1942     | 16 kwietnia 1942     | złomowany w 1966 |
| 79       | SS "Paine Wingate"           | Paine Wingate                    | standardowy   | 31 stycznia 1942     | 21 kwietnia 1942     | złomowany w 1973 |
| 80       | SS "James Monroe"            | James Monroe                     | standardowy   | 4 lutego 1942        | 27 kwietnia 1942     | złomowany w 1970 |
| 81       | SS "F. A. C. Muhlenberg"     | F. A. C. Muhlenberg              | standardowy   | 24 lutego 1942       | 13 maja 1942         | zbombardowany w Neapolu w 1944, naprawiony i sprzedany w prywatne ręce w 1947, zniszczony i spalony w 1966                  |
| 82       | SS "John B. Ashe"            | John B. Ashe                     | standardowy   | 6 marca 1942         | 16 maja 1942         | sprzedany w prywatne ręce w 1947, złomowany w 1962                                                                          |
| 83       | SS "Egbert Benson"           | Egbert Benson                    | standardowy   | 2 kwietnia 1942      | 3 czerwca 1942       | złomowany w 1970 |
| 84       | SS "Isaac Coles"             | Isaac Coles                      | standardowy   | 8 kwietnia 1942      | 7 czerwca 1942       | złomowany w 1967 |
| 85       | SS "Stephen Johnson Field"   | Stephen Johnson Field            | standardowy   | 14 kwietnia 1942     | 9 czerwca 1942       | sprzedany w prywatne ręce w 1947, złomowany w 1968                                                                          |
| 86       | SS "Joseph McKenna"          | Joseph McKenna                   | standardowy   | 16 kwietnia 1942     | 12 czerwca 1942      | złomowany w 1962 |
| 87       | SS "William M. Stewart"      | William M. Stewart               | standardowy   | 21 kwietnia 1942     | 14 czerwca 1942      | złomowany w 1961 |
| 88       | SS "Willis Van Devanter"     | Willis Van Devanter              | standardowy   | 27 kwietnia 1942     | 19 czerwca 1942      | złomowany w 1967 |
| 89       | SS "Francis Parkman"         | Francis Parkman                  | standardowy   | 13 maja 1942         | 29 czerwca 1942      | złomowany w 1961 |
| 90       | SS "John Fiske"              | John Fiske                       | standardowy   | 16 maja 1942         | 3 lipca 1942         | złomowany w 1971 |
| 91       | SS "George Bancroft"         | George Bancroft                  | standardowy   | 3 czerwca 1942       | 15 lipca 1942        | złomowany w 1960 |
| 92       | SS "James Ford Rhodes"       | James Ford Rhodes                | standardowy   | 7 czerwca 1942       | 19 lipca 1942        | złomowany w 1964 |
| 93       | SS "William H. Prescott"     | William H. Prescott              | standardowy   | 9 czerwca 1942       | 21 lipca 1942        | złomowany w 1972 |
| 94       | SS "Hinton R. Helper"        | Hinton R. Helper                 | standardowy   | 12 czerwca 1942      | 24 lipca 1942        | złomowany w 1961 |
| 95       | SS "Sam Houston"             | Sam Houston                      | standardowy   | 18 lipca 1941        | 29 marca 1942        | storpedowany przez U-203 i zatopiony w pobliżu Wysp Dziewiczych w 1942                                                      |
| 96       | SS "Davy Crockett"           | Davy Crockett                    | standardowy   | 18 lipca 1941        | 19 kwietnia 1942     | przerobiony na okręt do układania rur w 1969                                                                                |
| 97       | SS "Matthew Maury"           | Matthew Maury                    | standardowy   | 25 lipca 1941        | 29 kwietnia 1942     | storpedowany przez U-371 w pobliżu Algierii w 1943, naprawiony, złomowany w 1961                                            |
| 98       | SS "Winfield Scott"          | Winfield Scott                   | standardowy   | 25 lipca 1941        | 12 maja 1942         | złomowany w 1966 |
| 99       | SS "Michael J. Stone"        | Michael J. Stone                 | standardowy   | 23 października 1941 | 22 maja 1942         | storpedowany przez U-300 w pobliżu Gibraltaru w 1945, naprawiony, złomowany w 1960                                          |
| 100      | SS "David S. Terry"          | David S. Terry                   | standardowy   | 23 października 1941 | 29 maja 1942         | złomowany w 1971 |
| 101      | SS "Benjamin Bourne"         | Benjamin Bourne                  | standardowy   | 3 kwietnia 1942      | 3 lipca 1942         | złomowany w 1969 |
| 102      | SS "Daniel Carroll"          | Daniel Carroll                   | standardowy   | 24 kwietnia 1942     | 11 lipca 1942        | złomowany w 1960 |
| 103      | SS "Nicholas Gilman"         | Nicholas Gilman                  | standardowy   | 4 maja 1942          | 25 lipca 1942        | złomowany w 1963 |
| 104      | SS "Samuel Griffin"          | Samuel Griffin                   | standardowy   | 18 maja 1942         | 2 sierpnia 1942      | złomowany w 1961 |
| 105      | SS "Thomas Hartley"          | Thomas Hartley                   | standardowy   | 26 maja 1942         | 12 sierpnia 1942     | przerobiony w 1966 |
| 106      | SS "Daniel Hiester"          | Daniel Hiester                   | standardowy   | 9 czerwca 1942       | 22 sierpnia 1942     | złomowany w 1972 |
| 107      | SS "Benjamin Huntington"     | Benjamin Huntington              | standardowy   | 4 lipca 1942         | 11 września 1942     | złomowany w 1971 |
| 108      | SS "John Laurance"           | John Laurance                    | standardowy   | 13 lipca 1942        | 18 września 1942     | złomowany w 1963 |
| 109      | SS "Samuel Livermore"        | Samuel Livermore                 | standardowy   | 27 lipca 1942        | 22 września 1942     | złomowany w 1959 |
| 110      | SS "Houston Volunteers"      | Houston Volunteers               | standardowy   | 3 sierpnia 1942      | 6 października 1942  | złomowany w 1966 |
| 111      | SS "A. P. Hill"              | A. P. Hill                       | standardowy   | 13 sierpnia 1942     | 15 października 1942 | złomowany w 1965 |
| 112      | SS "James Longstreet"        | James Longstreet                 | standardowy   | 24 sierpnia 1942     | 31 października 1942 | uznany za wrak w 1943, podniesiony, używany jako cel przez następne 25 lat                                                  |
| 113      | SS "Joseph E. Johnston"      | Joseph Johnston                  | standardowy   | 15 września 1942     | 16 listopada 1942    | złomowany w 1969 |
| 114      | SS "J. E. B. Stuart"         | J. E. B. Stuart                  | standardowy   | 22 września 1942     | 20 listopada 1942    | złomowany w 1969 |
| 115      | SS "John B. Hood"            | John B. Hood                     | standardowy   | 5 października 1942  | 2 grudnia 1942       | złomowany w 1965 |
| 116      | SS "Big Foot Wallace"        | William A. A. "Big Foot" Wallace | standardowy   | 12 października 1942 | 12 grudnia 1942      | złomowany w 1965 |
| 117      | SS "Amelia Earhart"          | Amelia Earhart                   | standardowy   | 19 października 1942 | 18 grudnia 1942      | zniszczony w 1948, zadeklarowany jako kompletnie zniszczony                                                                 |
| 118      | SS "Champ Clark"             | Champ Clark                      | standardowy   | 2 listopada 1942     | 30 grudnia 1942      | złomowany w 1958 |
| 119      | SS "Joseph T. Robinson"      | Joseph T. Robinson               | standardowy   | 17 listopada 1942    | 6 stycznia 1943      | złomowany w 1967 |
| 120      | SS "William C. C. Claiborne" | William C. C. Claiborne          | standardowy   | 1 października 1941  | 28 marca 1942        | złomowany w 1961 |
| 121      | SS "T. J. Jackson"           | T. J. Jackson                    | standardowy   | 16 października 1941 | 23 kwietnia 1942     | złomowany w 1960 |
| 122      | SS "Thomas B. Robertson"     | Thomas B. Robertson              | standardowy   | 6 listopada 1941     | 9 maja 1942          | złomowany w 1970 |
| 123      | SS "Abraham Baldwin"         | Abraham Baldwin                  | standardowy   | 22 grudnia 1941      | 16 maja 1942         | zniszczony w 1976 |
| 124      | SS "Theodoric Bland"         | Theodoric Bland                  | standardowy   | 19 stycznia 1942     | 30 maja 1942         | złomowany w 1963 |
| 125      | SS "Benjamin Contee"         | Benjamin Contee                  | standardowy   | 2 lutego 1942        | 15 czerwca 1942      | storpedowany w 1943, zatopiony jako fragment falochronu w Normandii w 1944                                                  |
| 126      | SS "George Gale"             | George Gale                      | standardowy   | 1 kwietnia 1942      | 15 lipca 1942        | złomowany w 1970 |
| 127      | SS "William B. Giles"        | William B. Giles                 | standardowy   | 25 kwietnia 1942     | 30 lipca 1942        | sprzedany w prywatne ręce w 1947, złomowany w 1968                                                                          |
| 128      | SS "Jonathan Grout"          | Jonathan Grout                   | standardowy   | 11 maja 1942         | 8 sierpnia 1942      | złomowany w 1970 |
| 129      | SS "Daniel Huger"            | Daniel Huger                     | standardowy   | 17 maja 1942         | 9 sierpnia 1942      | zatopiony jako element sztucznej rafy, Mobile Bay, Alabama, 1974                                                            |
| 130      | SS "George Leonard"          | George Leonard                   | standardowy   | 31 maja 1942         | 20 sierpnia 1942     | złomowany w 1964 |
| 131      | SS "Andrew Moore"            | Andrew Moore                     | standardowy   | 16 czerwca 1942      | 7 września 1942      | złomowany w 1963 |
| 132      | SS "Josiah Parker"           | Josiah Parker                    | standardowy   | 16 lipca 1942        | 26 września 1942     | sprzedany w prywatne ręce w 1947, złomowany w 1964                                                                          |
| 133      | SS "Thomas Scott"            | Thomas Scott                     | standardowy   | 1 sierpnia 1942      | 10 października 1942 | storpedowany przez U-968 i zatopiony u wybrzeży Półwyspu Kola, 1945                                                         |
| 134      | SS "Joshua Seney"            | Joshua Seney                     | standardowy   | 9 sierpnia 1942      | 9 października 1942  | złomowany w 1962 |
| 135      | SS "Thomas Sinnickson"       | Thomas Sinnickson                | standardowy   | 10 sierpnia 1942     | 14 października 1942 | storpedowany przez U-185 i zatopiony w pobliżu Brazylii w 1943                                                              |
| 136      | SS "Jonathan Sturges"        | Jonathan Sturges                 | standardowy   | 20 sierpnia 1942     | 20 października 1942 | storpedowany przez U-707 i zatopiony na północnym Atlantyku w 1943                                                          |
| 137      | SS "Jonathan Trumbull"       | Jonathan Trumbull                | standardowy   | 8 września 1942      | 7 listopada 1942     | złomowany w 1970 |
| 138      | SS "John Vining"             | John M. Vining                   | standardowy   | 27 września 1942     | 23 listopada 1942    | złomowany w 1960 |
| 139      | SS "Alexander White"         | Alexander White                  | standardowy   | 11 października 1942 | 7 grudnia 1942       | złomowany w 1964 |
| 140      | SS "Henry Wynkoop"           | Henry Wynkoop                    | standardowy   | 10 października 1942 | 26 listopada 1942    | złomowany w 1958 |
| 141      | SS "Samuel Jordan Kirkwood"  | Samuel Jordan Kirkwood           | standardowy   | 15 października 1942 | 3 grudnia 1942       | storpedowany przez U-195 i zatopiony w pobliżu Wyspy Wniebowstąpienia w 1943                                                |
| 142      | SS "Abraham Lincoln"         | Abraham Lincoln                  | standardowy   | 21 października 1942 | 12 grudnia 1942      | złomowany w 1967 |
| 143      | SS "Pat Harrison"            | Pat Harrison                     | standardowy   | 8 listopada 1942     | 24 grudnia 1942      | wszedł na minę w pobliżu Gibraltaru w 1943, zadeklarowany jako zniszczony, złomowany w 1951                                 |
| 144      | SS "Leonidas Polk"           | Leonidas Polk                    | standardowy   | 24 listopada 1942    | 7 stycznia 1943      | złomowany w 1965 |
| 145      | SS "Zebulon B. Vance"        | Zebulon B. Vance                 | standardowy   | 22 maja 1941         | 6 grudnia 1941       | sprzedany w prywatne ręce w 1947, złomowany w 1970                                                                          |
| 146      | SS "Nathanael Greene"        | Nathanael Greene                 | standardowy   | 22 maja 1941         | 17 stycznia 1942     | storpedowany przez U-565 w pobliżu Oranu i wyrzucony na brzeg w 1943, zadeklarowany jako zniszczony                         |
| 147      | SS "Virginia Dare"           | Virginia Dare                    | standardowy   | 28 maja 1941         | 3 lutego 1942        | wszedł na minę w pobliżu Bizerty w 1944, zadeklarowany jako zniszczony, ale podniesiony z dna, złomowany w 1948             |
| 148      | SS "William Hooper"          | William Hooper                   | standardowy   | 22 sierpnia 1941     | 21 lutego 1942       | trafiony torpedą lotniczą i zniszczony na Morzu Barentsa w 1942                                                             |
| 149      | SS "Daniel Morgan"           | Daniel Morgan                    | standardowy   | 3 września 1941      | 8 marca 1942         | storpedowany przez U-88 i zatopiony w pobliżu północnej Rosji w 1942                                                        |
| 150      | SS "Francis Marion"          | Francis Marion                   | standardowy   | 4 września 1941      | 22 marca 1942        | złomowany w 1967 |